# Neoechinorhynchus (Neoechinorhynchus) tylosuri
Neoechinorhynchus (Neoechinorhynchus) tylosuri is een soort haakworm uit het geslacht Neoechinorhynchus. De worm behoort tot de familie Neoechinorhynchidae. Neoechinorhynchus (Neoechinorhynchus) tylosuri werd in 1939 beschreven door Yamaguti.